# Nicaragua
Pour le film, voir Nicaragua (film, 1969).
République du Nicaragua
(es) República de Nicaragua
Le Nicaragua, en forme longue la république du Nicaragua (en espagnol: República de Nicaragua), est un pays d'Amérique centrale où il occupe une position quasi centrale au sein de l'isthme panaméricain. Il s'agit du pays le plus étendu de l'Amérique centrale ; il est limitrophe du Honduras au nord et du Costa Rica au sud. Il dispose également de deux vastes façades maritimes, étant bordé à l'ouest par l'océan Pacifique et à l'est par la mer des Caraïbes.
C'est un petit pays aux reliefs contrastés alignant des plaines côtières, basses et marécageuses au bord de la mer des Caraïbes, des reliefs montagneux en bordure du Honduras où culmine le pic Mogoton au sein de la cordillère Isabelia tandis qu'en bordure du Pacifique une longue chaîne volcanique, la cordillère des Maribios, isole une vaste dépression tectonique où se trouvent deux grands lacs, le lac de Managua et le lac Nicaragua, ce dernier étant le plus grand lac d'eau douce de l'Amérique centrale. Ce qui fait dire que le Nicaragua est le « pays des lacs et des volcans ».
Sa capitale et plus grande ville du pays est Managua. León et de Granada sont deux villes anciennes et rivales, aujourd'hui destinations touristiques chargées d'histoire.
La population multiethnique de plus de six millions d'habitants au début du XXIe siècle est d'ascendance amérindienne, européenne et africaine. Si la langue principale reste l'espagnol, un grand nombre d'autochtones de la côte caribéenne notamment parlent des dialectes rares et propres au Nicaragua comme le miskito, le rama, le sumo, ainsi que le créole limonese (un créole à base lexicale anglaise).

## Histoire

### Indépendance
Colonisé par l'Espagne en 1524, le Nicaragua est devenu un État indépendant le 15 septembre 1821 et a adhéré aux Provinces unies d'Amérique centrale.
Il s'est séparé de la fédération en 1838, devenant une république complètement souveraine en 1854.
En 1855, une armée privée et financée par un groupe de firmes de Boston (dont la future United Fruit) s'empare du pays. William Walker se proclame président, instaure l'esclavage et reçoit le soutien du président Franklin Pierce (qui envisage d'incorporer le Nicaragua aux États-Unis). Les troupes de William Walker sont finalement vaincues à la bataille de Santa Rosa (en) et contraintes de quitter le pays.
Au cours de l'administration de José Santos Zelaya, commençant en 1893, le pays connaît un grand développement. Il modernise l'État, introduit l'habeas corpus, et une nouvelle constitution. Il affronte l’Église qui constituait alors un État dans l’État : l’évêque de León est expulsé, la laïcité est adoptée dans les écoles et l’Église officiellement séparée de l’État.
Le Nicaragua devient le pays le plus riche et le plus prospère d'Amérique centrale. En octobre 1909, les États-Unis provoquent la chute du président José Santos Zelaya en finançant une révolte des conservateurs contre lui et par l'envoi d'une flotte de guerre dans les eaux nicaraguayennes.
En 1911, le nouveau président Adolfo Díaz est considéré comme l’homme de confiance des hommes d'affaires américains.

### Occupation par les États-Unis
La « diplomatie du dollar » pratiquée par les États-Unis à l'égard du Nicaragua aboutit en juin 1911 au traité Knox-Castillo par lequel les banques nord-américaines prennent en charge les finances du pays en obtenant le contrôle de la Banque nationale et des douanes. Les compagnies à capitaux nord-américains sont en outre très influentes dans le pays : mines, chemins de fer, transports et communications, travaux publics, électricité, etc.

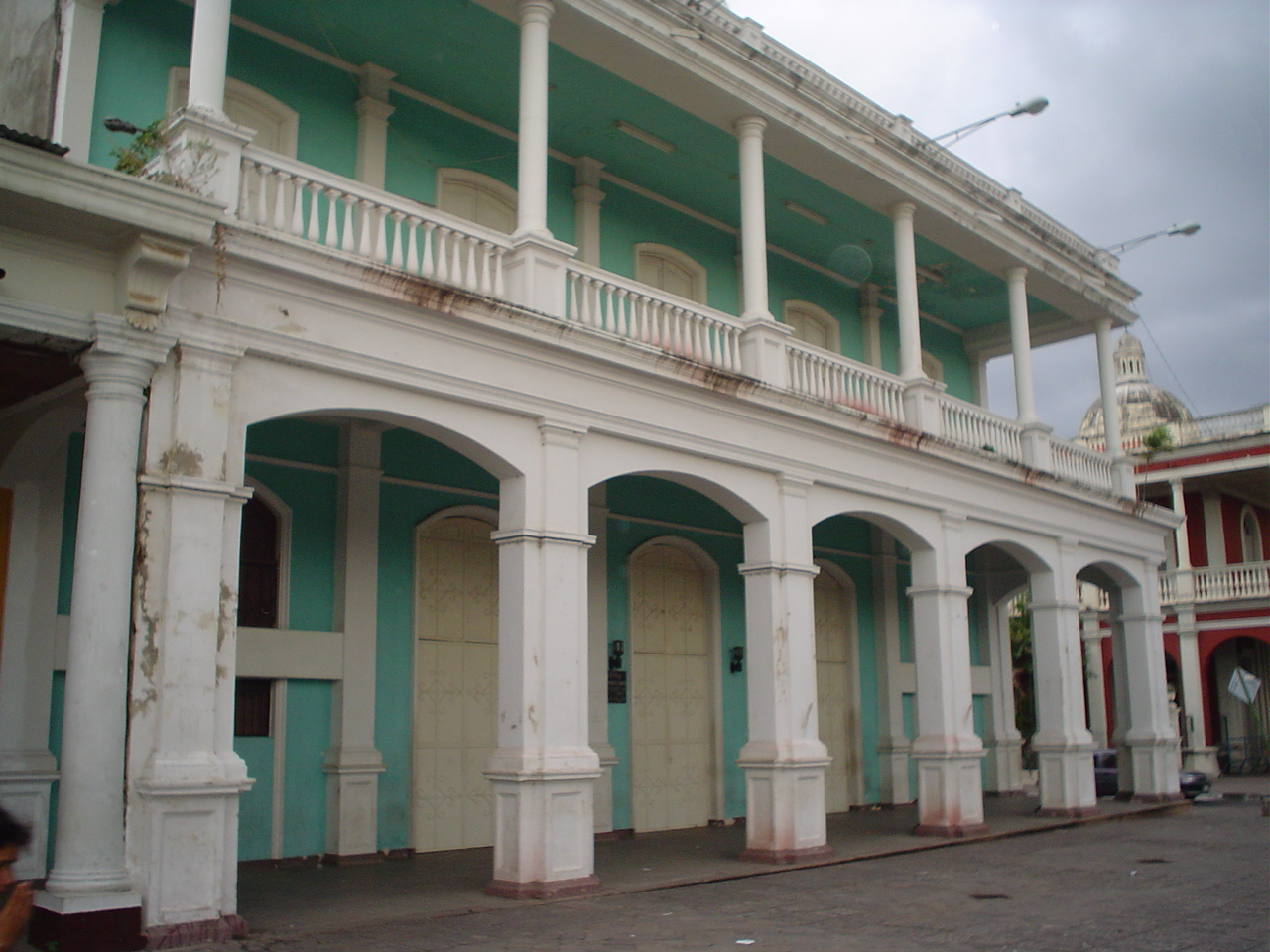
Immeuble de Granada.

L'impopularité du président Díaz conduit à une guerre civile à partir de juillet 1912. Des troupes sont envoyées par les États-Unis pour conforter son régime et les dernières positions insurgées sont liquidées avant la fin de l'année. En janvier 1913, des élections, supervisées par les États-Unis mais boycottées par les libéraux, octroient à Díaz un nouveau mandat de quatre ans. En retour, son gouvernement signe le traité Bryan-Chamorro qui régularise la présence de troupes étrangères dans le pays, cède aux États-Unis des portions de territoire et des bases navales pour 99 ans contre trois millions de dollars pour amortir les dettes du Nicaragua vis-à-vis de créanciers nord-américains. Le maintien d'une force militaire nord-américaine constitue une dissuasion contre toute tentative de révolution de la part des libéraux. Ainsi, les conservateurs, bien que minoritaires dans le pays, gardent le pouvoir.

### Insurrection du général Sandino
L’armée américaine se retire en 1925, ce qui fragilise considérablement le pouvoir des conservateurs. Un coup d’État d'Emiliano Chamorro Vargas permet à Adolfo Díaz de retrouver le pouvoir pour combattre un soulèvement des libéraux dirigé par Juan Bautista Sacasa, ce qui conduit dès 1926 l’armée américaine à se réengager aux côtés des conservateurs. Après la défaite des forces libérales, Augusto Sandino, qui avait combattu parmi celles-ci, décide de continuer la lutte. Il décrit sa lutte comme anti-impérialiste et appelle les Latino-Américains à combattre avec les Nicaraguayens : « Est-ce que les gouvernements latino-américains croient que les Yankees se contenteront de la conquête du Nicaragua ? [...] C'est aujourd’hui aux peuples de l’Amérique latine que je parle ; nous sommes 90 millions de Latino-Américains et nous ne devons penser qu'à notre unification et comprendre que l’impérialisme yankee est l’ennemi le plus brutal qui nous menace et le seul qui soit décidé à supprimer au moyen de la conquête notre honneur et la liberté de notre pays ».
La troupe de guérilleros forte d'un millier de combattants contrôle presque entièrement la province de Nuevo Segovia, dans le nord du pays. Progressivement, elle s'enhardit et est en mesure de porter ses attaques dans des villes comme Estelí et Jinotega. Bientôt, l’armée populaire de guérilla contrôle quatre départements et sa zone de combat s'étend sur 32 000 kilomètres carrés. Elle comprend alors 3 000 combattants réguliers auxquels s'ajoutent des enrôlés temporaires et une cavalerie de 800 hommes. Son « service d'intelligence » met en œuvre un système de communications indigènes que les soldats américains ne peuvent décoder (cris d'oiseau, tas de pierres, signes sur les arbres, branchages sur les pistes, etc). La guérilla reçoit l'appui de volontaires étrangers, dont Gustavo Machado, le futur fondateur du Parti communiste vénézuélien, et Agustín Farabundo Martí.
La guérilla, renommée l'« Armée de défense de la souveraineté nationale du Nicaragua », est combattue par l'United States Marine Corps (USMC), qui s'octroie un avantage important par l'appui de l'aviation (30 à 70 avions) et de l'artillerie, mais dont les multiples exactions contre la population renforcent la popularité de l'armée rebelle de Sandino. Incapables d'en finir avec la guérilla et frappées par des revers militaires, les troupes américaines évacuent le Nicaragua en 1933 après avoir pris soin de créer la Garde nationale pour défendre le régime, et qui devait remplacer l'armée et la police supprimées par les Américains. L'armée rebelle de Sandino, dont la motivation fondamentale résidait dans le désir d'expulser les troupes américaines, accepte alors de négocier et signe un accord de paix en février 1934.
Anastasio Somoza García devient le premier dirigeant de la Garde nationale. Avec le soutien des États-Unis, Somoza fait assassiner son principal opposant politique, Sandino, en février 1934 et prend le pouvoir en 1936. Il ordonne également le massacre des anciens guérilleros de Sandino et de leurs familles. Il instaure alors une dictature personnelle de 1936 à son assassinat en 1956. Ses fils, Luis et Anastasio, lui succèdent et le pays reste assujetti à la dictature. Les Somoza se posent comme anti-communistes et bénéficient de l'appui des États-Unis tout au long de la guerre froide.

### Dynastie des Somoza et opposition
L'opposition au régime est représentée principalement par le Front sandiniste de libération nationale, guérilla fondée en 1961, et qui se scindera en trois fractions :
- la fraction guerre populaire prolongée, qui entendait voir la guérilla paysanne construire progressivement une « armée populaire » destinée, après accumulation des forces, à arracher une victoire militaire totale ;
- la fraction prolétarienne, considérant qu’il y avait désormais moins de paysans que d’ouvriers agricoles, préconisait de travailler en direction des syndicats ruraux et urbains ;
- la fraction insurrectionnelle ou tercériste, qui appelait à une alliance avec tous les opposants à Somoza, y compris au sein de la bourgeoisie, afin de préparer et accompagner une insurrection populaire.

L'opposition civile et urbaine s'articulait autour des partis communiste et socialiste, et des syndicats ouvriers, réprimés par le régime, mais également autour du journal conservateur La Prensa de Pedro Joaquín Chamorro Cardenal. Les prises de position de ce dernier lui vaudront d’être arrêté, emprisonné et torturé, puis placé en résidence surveillée.
En 1972, Anastasio Somoza, qui avait succédé à son frère décédé d'une crise cardiaque, ne peut plus se représenter, une loi interdisant deux mandats consécutifs, et cède sa place à la Junte nationale de gouvernement, un triumvirat de deux proches collaborateurs et d'un opposant, par la suite évincé. Mais, resté chef de la Garde nationale, il profite de la situation catastrophique créée par un tremblement de terre en décembre 1972 pour promulguer la loi martiale et prendre ainsi le contrôle du pays. Chargé d'acheminer l'aide internationale reçue après le tremblement de terre, il s'en approprie la majorité.
Somoza redevient président lors des élections de 1974, mais maintient un pouvoir répressif et perd progressivement l'appui d'anciens soutiens : l'oligarchie, les États-Unis et l'Église catholique. Affaibli, le gouvernement accentue sa politique de répression avec pour seul résultat la montée de l'opposition.

### Guérilla sandiniste
Le 10 janvier 1978, Chamorro est assassiné. Ses funérailles font se déplacer des foules énormes — 30 000 personnes à Managua — et des émeutes éclatent dans le pays.
En février 1978, une partie du patronat se joint à l'opposition, qui organise une grève générale, demande la démission de Somoza et la formation d'un gouvernement de transition.
Malgré la répression, les contestataires forment en juillet 1978 un front national, auquel se joint la veuve de Pedro Chamorro, Violeta Barrios de Chamorro, devenue directrice de La Prensa. Le 5 juillet 1978, la bourgeoisie anti-somoziste fonde le Front élargi d’opposition (FAO) et propose l’installation d’un gouvernement provisoire et la tenue d’élections.
En septembre 1978, une grande partie de la population se soulève à l'appel du Front sandiniste dans les départements de León, Matagalpa, Chinandega, Estelí, Jinotega, Masaya et Managua, mais la supériorité logistique de la garde nationale de Somoza oblige les troupes à se replier dans les campagnes et les montagnes. L'insurrection est cependant sans cesse nourrie de nouveaux effectifs issus de la population. Peu à peu, les trois tendances du FSLN se rapprochent. La réunification du FSLN est signée en 1979, et celui-ci prend le contrôle de la majorité des campagnes.
La population entame une grève générale qui paralyse le régime. Les villes s'insurgent une seconde fois. Somoza répond par des bombardements massifs. Un journaliste de la chaîne américaine ABC, Bill Stewart, est assassiné par la Garde nationale devant les caméras de télévision, ce qui heurte l'opinion publique des États-Unis. Le gouvernement Carter interrompt le soutien à Somoza.
Un mois plus tard, en juillet 1979, le dictateur Anastasio Somoza Debayle, dernier de la dynastie des Somoza, démissionne et quitte le pays avec sa fortune pour le Paraguay. Il y est tué le 17 septembre 1980 par un tir de lance-roquettes de révolutionnaires argentins.

### Gouvernement sandiniste et contras
Une coalition regroupant les cinq principaux courants anti-somozistes prend les commandes du gouvernement : le sandiniste Daniel Ortega, l'écrivain Sergio Ramírez, ancien opposant aux Somoza et membre fondateur du groupe d'artistes et d'intellectuels nicaraguayens Les Douze, l'homme d'affaires Alfonso Robelo (en), Violeta Barrios de Chamorro, directrice de La Prensa, et Moisés Hassan, dirigeant d'une formation politique de gauche proche des sandinistes. La disparité de cette coalition entraîne des conflits continuels et en avril 1980, par protestation, Violeta Barrios de Chamorro démissionne du gouvernement. Son journal, La Prensa, dénonce l’influence des sandinistes et le modèle économique progressivement mis en œuvre.
Les conflits incessants ont provoqué un état de grave détresse économique et humanitaire (dizaines de milliers de morts, centaines de milliers de déplacés et destruction de nombre d'infrastructures économiques et sociales). La Junte révolutionnaire multiplie alors les initiatives : la peine de mort est abolie, l'accès aux soins est déclaré gratuit et des hôpitaux sont construits, des campagnes de vaccination et d'alphabétisation sont lancées, notamment avec l'aide de la Centrale sanitaire suisse et d'autres ONG internationales. Une partie de l'industrie est nationalisée et une réforme agraire prend forme.
La « Croisade nationale d'alphabétisation » rassemble des milliers de patrouilles d'alphabétisation, envoyées partout dans le pays. Alors que le pays est plongé dans la guerre civile, le budget consacré à l'éducation est plus que doublé, et le taux d'analphabétisme tombe d'approximativement 50 % à 13 % au cours des années 1980. L'UNESCO remet au Nicaragua le prix Nadejda Kroupskaïa en reconnaissance de ces efforts.
Le FSLN porte également son attention sur l’amélioration du système de santé nicaraguayen, notamment à travers des campagnes de vaccination et par la construction d’hôpitaux publics, ce qui permet principalement de réduire de moitié la mortalité infantile en la ramenant à 40 pour 1 000. Dans le domaine de la réforme agraire, les propriétés de la famille Somoza et de certains cadres du régime déchu sont redistribuées aux paysans ou converties en fermes d’État. L'envergure de la réforme reste toutefois limitée puisqu'elle ne concernait que les propriétaires les plus notoirement somozistes et non pas l’ensemble de la structure agraire.
En 1984, des élections sont organisées et aboutissent à la victoire de Daniel Ortega et du FSLN avec près de 67 % des votes, dans un contexte de participation électorale de plus de 75 %. Les observateurs internationaux présents sur place attestent de la régularité du scrutin mais une partie de l'opposition, qui considérait ne pas avoir eu suffisamment de temps pour organiser efficacement une campagne, appelle au boycott et les États-Unis dénoncent les élections. Les États-Unis, alors dirigés par le président Ronald Reagan, manifestent une hostilité virulente à la révolution sandiniste et arment les Contras, des groupes rebelles antisandinistes. Ils décident également d'isoler le Nicaragua en imposant un embargo et en minant les ports. Les affrontements généreront près de 30 000 morts et épuiseront l'économie. Le 6 octobre 1986, un avion cargo s'écrase dans la jungle nicaraguayenne alors qu'il transportait des dizaines de tonnes d'armes militaires destinées aux contras, le pilote est un ancien membre de la CIA. Après quelques semaines, un rapport révèle que les armes ont été achetés avec les bénéfices d'une vente d'arme américaine à l'Iran, pourtant sous embargo américain. Tout indique que Ronald Reagan malgré ses dénégations, est impliqué dans cette opération menée sans en informer le Congrès américain.
Les sandinistes ont été accusés de graves atteintes aux droits humains pendant le conflit, notamment de tortures, de disparitions forcées et d'exécutions massives,. La Commission interaméricaine des droits de l'homme a enquêté et confirmé les exactions commises par les forces sandinistes, notamment l'exécution de 35 à 40 Miskitos en décembre 1981 et l'exécution de 75 personnes en novembre 1984,.

### Depuis la fin de la guerre civile
Les élections de 1990 (es) voient la victoire de Violeta Chamorro (54,2 % des voix) sur Daniel Ortega, qui, prenant acte de sa défaite, déclare qu'il continuerait à « gouverner d'en bas »[réf. nécessaire]. Succédant à l'embargo américain, une politique économique libérale d'ajustements structurels est mise en œuvre, supervisée par le Fonds monétaire international et la Banque mondiale. Le Nicaragua s'ouvre à l'économie libérale et connaît en même temps une régression sociale importante qui culmine avec l'apparition de famines à la fin de la décennie. Soixantième sur l'échelle du développement humain des Nations unies en 1990, le Nicaragua descend au 116e rang en une décennie. Le taux de chômage atteint 60 % en 1993[réf. souhaitée]. Le service militaire obligatoire est supprimé, les militaires sont réduits de 25 % et des milliers d'armes sont détruites[réf. souhaitée]. La présidente libéralise donc l'économie et réforme aussi les institutions politiques. Ses opposants de gauche lui reprochent les licenciements massifs d’employés du secteur public, la réduction des moyens alloués à l'éducation, la suppression de la gratuité de l'accès aux soins et son absence de réaction face à la corruption[réf. souhaitée]. En 1992, elle ratifie un projet de loi réintroduisant la pénalisation de l’homosexualité. En 1994, les derniers contras signent un accord avec le gouvernement qui prévoit leur désarmement et l'intégration de la plupart d'entre eux dans la police nationale.
La coalition qui soutient Violeta Chamorro se rompt rapidement après les élections ; les antisandinistes les plus radicaux, emmenés par Arnoldo Alemán, reprochent à la nouvelle présidente de ne pas poursuivre suffisamment loin les purges contre les membres du Front sandiniste dans l'administration. Elle enclenche néanmoins de nouvelles purges sur injonction des États-Unis, qui menacent de bloquer l'aide économique.
Arnoldo Alemán (conservateur, ancien somoziste) remporte l’élection présidentielle de 1996 (es) contre Daniel Ortega. Alemán poursuit une politique néolibérale. En 1998, l'ouragan Mitch provoque d'importants dégâts dans le pays. En fin de mandat, de forts soupçons de corruption pèsent sur Arnoldo Alemán. Il est condamné à 20 ans de prison pour détournement de fonds en 2003. Enrique Bolaños Geyer, ancien vice-président d'Arnoldo Alemán, accède à la présidence en 2002 grâce à une campagne « anti-corruption », malgré l'aggravation de la crise économique. La droite libérale se scinde en 2004 entre les partisans d'Arnoldo Alemán et ceux d'Enrique Bolaños, lui-même accusé de détournement de fonds. En 2005, l'augmentation du coût de la vie entraîne des manifestations qui dégénèrent violemment. En 2006, l'avortement est rendu illégal en toutes circonstances.
En novembre 2006, Daniel Ortega est élu président. Il prend ses fonctions le 10 janvier 2007 et choisit comme vice-président Jaime Morales Carazo (es), un ancien Contra. Il est réélu le 6 novembre 2011. Sa politique vise à entretenir des relations non conflictuelles avec le patronat tout en favorisant certaines avancées sociales. Les résultats sont jugés relativement bons en matière de réduction de la pauvreté et de développement économique, permettant une avancée significative dans les campagnes de l’eau et de l’électricité ; l’octroi de plus de 138 000 titres de propriété en faveur des classes populaires ; la réduction de la mortalité infantile (de 90 à 50 pour 100 000) ; la construction de dix-huit nouveaux hôpitaux ; la gratuité de l’éducation et de la santé ; une administration plus efficace ; une nouvelle loi fiscale introduisant le concept de « progressivité » ; la construction ou l‘amélioration de 900 kilomètres de route ; une série de programmes sociaux – « Tous avec toi », « Les rues pour le peuple », « Usure zéro » (prêt solidaire à des femmes pour la création de petites entreprises), l’alimentation pour les enfants des écoles, les « paquets scolaires » (cahiers, crayons, règles, etc.)[source insuffisante] ».
Très loin de la situation de certains des pays de la région comme le Honduras, le Salvador et le Guatemala, gangrenés par des gangs meurtriers, le Nicaragua est, pour un temps, l'un des pays les moins violents du continent (taux d'homicide de 8 pour 100 000 habitants en 2015, le plus faible d'Amérique centrale et l'un des plus faibles d'Amérique latine après le Chili, la Bolivie et Cuba). Les autorités privilégient la prévention et les forces de police entretiennent un contact social avec la population, en organisant différentes activités et en accompagnant la réinsertion des personnes anciennement liées à la criminalité. Le pays est par ailleurs félicité par la FAO en 2015 pour la réduction significative de la sous-nutrition en l'espace de quelques années.
En 2018, à la suite d'une réforme de la sécurité sociale, des manifestations quotidiennes sont réprimées. Des barricades sont organisées et les affrontements avec la police font en quelques mois entre 200 et 300 morts. En novembre 2018, Donald Trump signe un « ordre exécutif » déclarant le gouvernement du Nicaragua « menace pour la sécurité nationale » des États-Unis. En décembre, il approuve le « Nicaraguan Investment Conditionality Act », qui autorise des sanctions contre le Front sandiniste de libération nationale (FSLN) et permet de restreindre l’accès du Nicaragua aux prêts internationaux.
Le 19 novembre 2021, Ortega décide que le Nicaragua quitte l'Organisation des États Américains, dénonçant des ingérences. La sortie est effective le 19 novembre 2023.
Le 9 février 2023, le régime décide de déchoir 222 prisonniers politiques de leur nationalité, de leurs droits civiques à perpétuité et de les expulser vers les États-Unis. La semaine suivante, ce sont 94 opposants en exil qui se voient déchus de leurs droits. Le clergé est particulièrement visé avec notamment la condamnation de l'évêque Rolando Alvarez à 26 ans de prison pour trahison et des expulsions de religieux. La répression devient omniprésente.
Le 5 avril 2024, le Nicaragua rompt ses relations diplomatiques avec l'Équateur après l'intrusion policière dans l'ambassade du Mexique à Quito, en Équateur, pour arrêter un ancien vice-président équatorien, Jorge Glas, condamné à six ans de prison pour corruption, qui y avait trouvé refuge (es),,,.

## Géographie

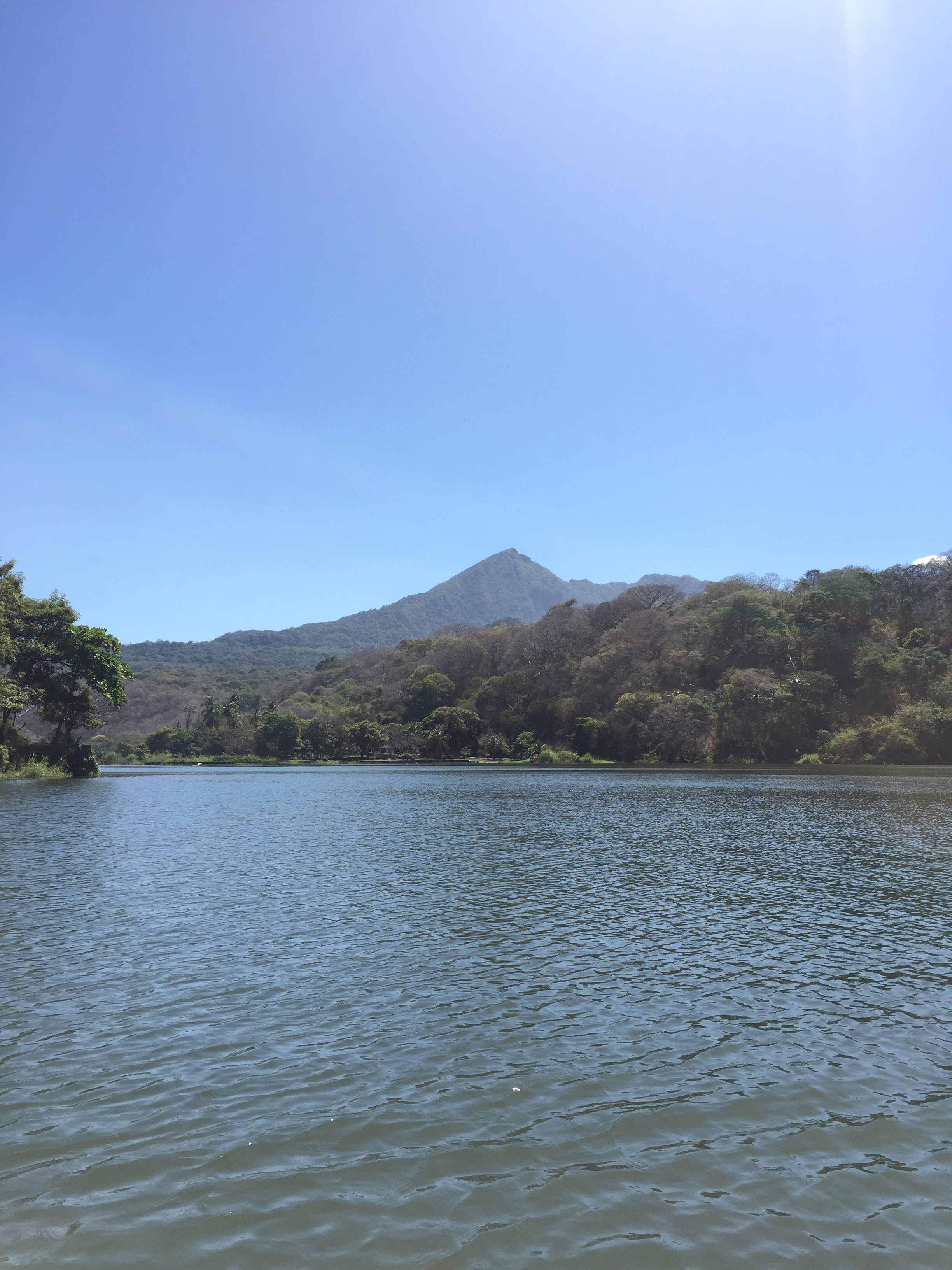
Volcan et étendue d’eau au Nicaragua.

Le Nicaragua est entouré par la mer des Caraïbes à l'est, l'océan Pacifique à l'ouest-sud-ouest, le Costa Rica au sud, et le Honduras au nord.
Il occupe une superficie de 129 494 km2 dont 120 254 km2 de terre. Le pays compte environ 6,2 millions d'habitants.
Le Nicaragua est un pays relativement montagneux. Les plaines côtières (caraïbe et pacifique) s'élèvent progressivement vers la chaîne centrale (sédimentaire), où culmine le Mogoton (2 107 m). Les plus hauts sommets se situent au nord, près de la frontière du Honduras. Le Sud du pays, à la frontière du Costa Rica, est marécageux.
Les plaines qui longent le Pacifique sont ponctuées de nombreux volcans, notamment ceux de la cordillère des Maribios, et accueillent les deux grands lacs du pays, le lac Nicaragua (ou Cocibolba) et le lac de Managua. Le lac Nicaragua compte plusieurs îles, dont l'île volcanique d'Ometepe et l'archipel des îles Solentiname. Les lacs représentent environ 7 % de la superficie du pays.

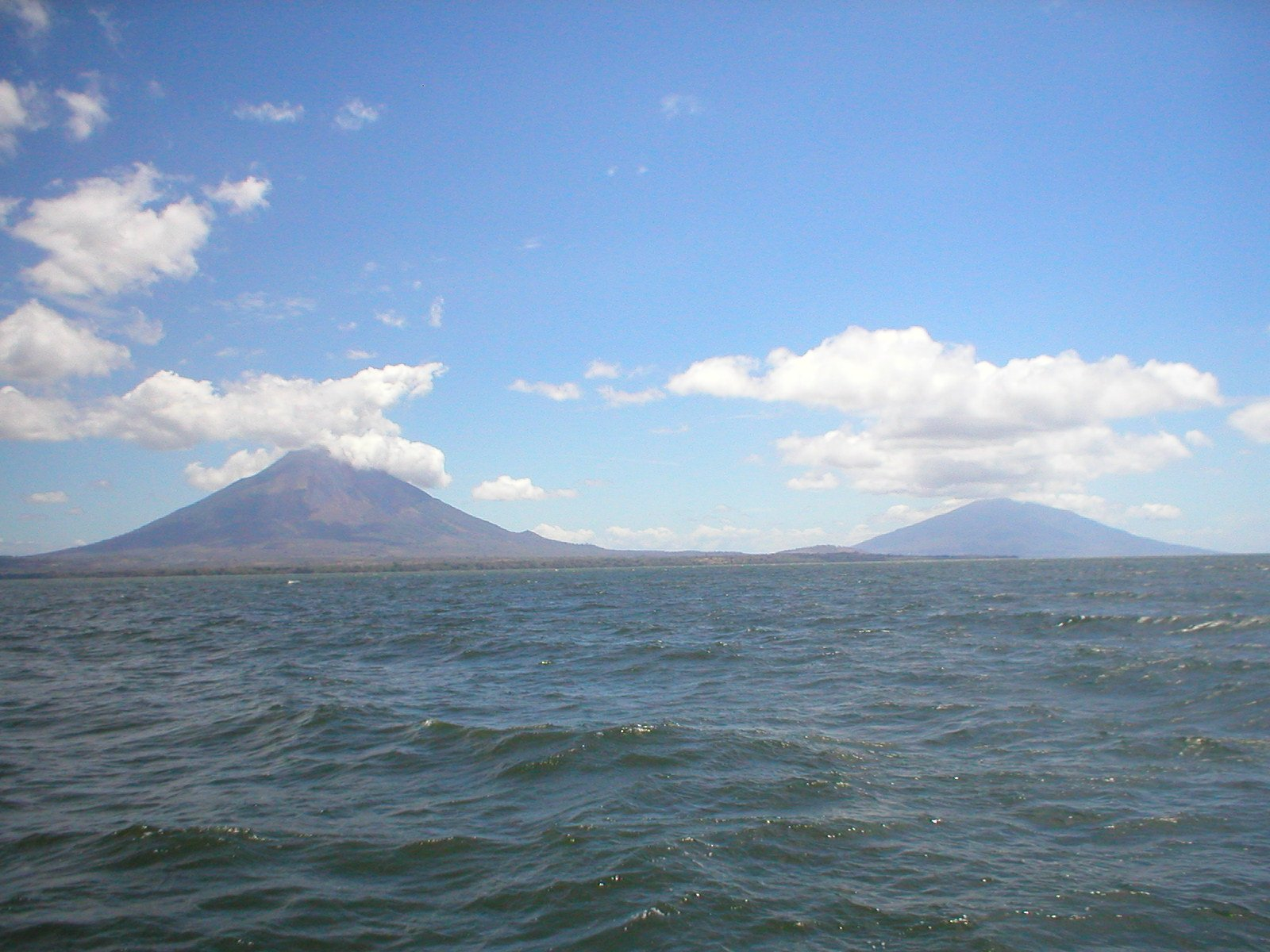
Ometepe (volcan Concepción et volcan Maderas) sur le lac Nicaragua.

Autour de ces lacs, des rivières qui les alimentent et des fleuves qui les traversent et le long de la côte pacifique vit la majorité de la population, dans des vallées humides, sur les flancs de montagnes et sur les plaines sèches de brousse. La partie est du pays, exposée aux fortes précipitations, ouragans et cyclones qui traversent régulièrement la mer des Caraïbes, est très peu peuplée, sauf sur quelques ports de la côte atlantique et sur les îles de la mer des Caraïbes.
Le pays est situé sur une zone tectonique active, et est souvent secoué par des tremblements de terre et des éruptions de ses nombreux volcans, dont 40 sont en activité.
Le climat est tropical dans les basses terres, plus frais sur les plateaux. La côte caraïbe reçoit beaucoup plus de précipitations que la côte pacifique. La température globale du Nicaragua varie entre 28 et 33 degrés Celsius.

### Frontières terrestres
- 923 km avec le Honduras.
- 309 km avec le Costa Rica.

### Découpage administratif
Le pays est divisé en 15 départements et 2 régions autonomes, qui sont à leur tour subdivisés en 152 municipalités.

## Environnement

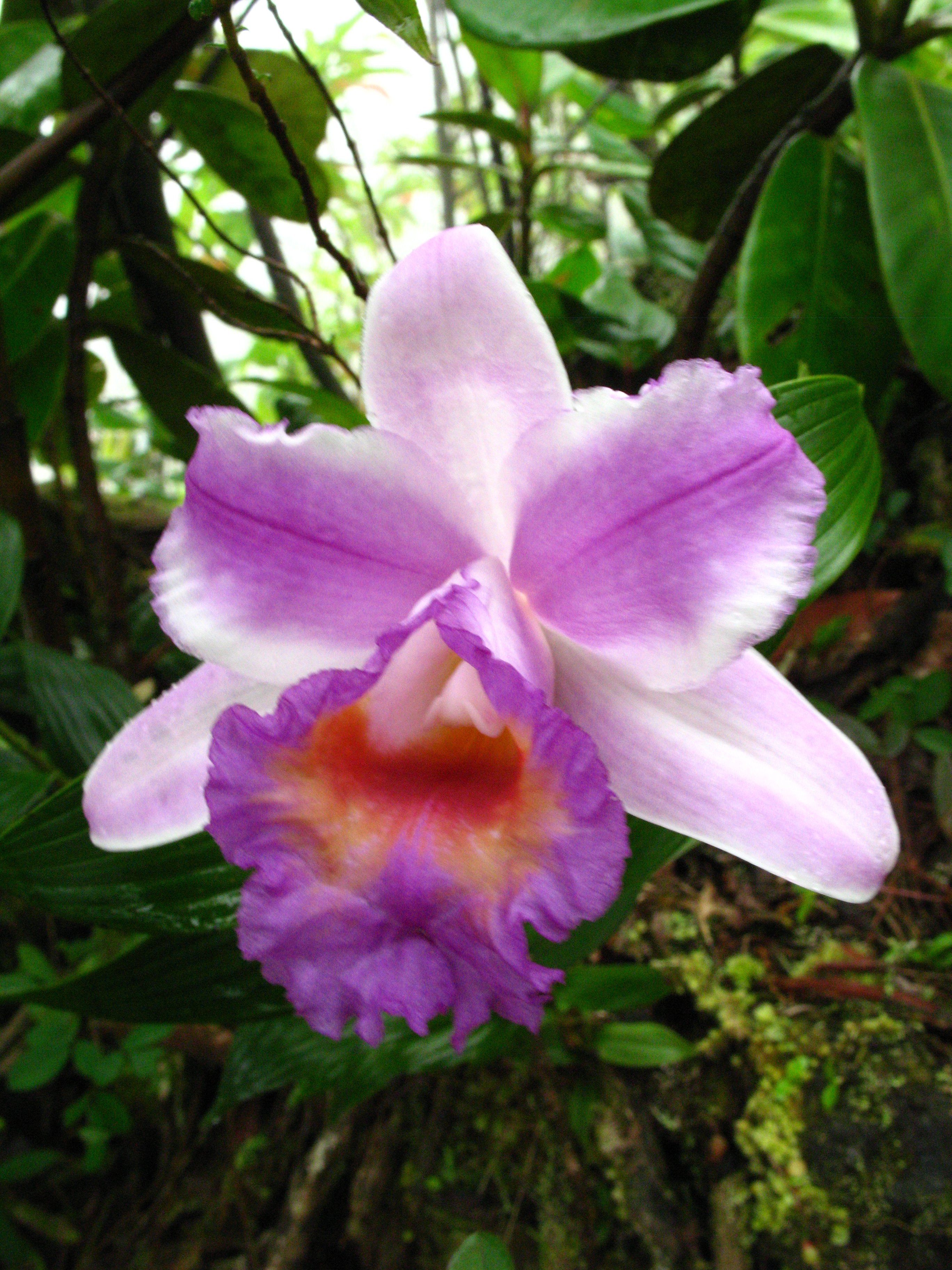
Orchidée Sobralia, île d'Ometepe, Nicaragua.

Le Nicaragua compte plus de 1 400 espèces animales répertoriées (coyote, cerf, tatou, fourmilier, pécari, alligator, tortues, serpents, lézards, iguanes, etc.), et plus de 250 000 espèces d'insectes. Il compte également environ 17 000 espèces de végétaux (bégonia, orchidées — dont la fameuse sobralia —, etc.), dont 5 000 espèces non encore répertoriées. Le lac Nicaragua (ou Cocibolca) abritait un requin d'eau douce. Il reçoit également la visite du requin-bouledogue, qui partage son temps entre la mer des Caraïbes et le lac, passant de l'une à l'autre grâce à la rivière San Juan.
Bien qu'il ne soit à l'origine que de 0,03 % des émissions de gaz à effet de serre, le Nicaragua serait le quatrième pays au monde le plus menacé par le changement climatique. Dans ces conditions, il compte parmi les trois pays (avec les États-Unis et la Syrie mais pour des raisons différentes) à ne pas signer l'accord de Paris sur le climat en 2016, estimant celui-ci trop complaisant avec les principaux pollueurs. En 10 ans (2007-2017), le gouvernement sandiniste indique que la proportion d’énergie renouvelable est passée de 25 % à 52 %.

### Oiseaux
On dénombre au Nicaragua 699 espèces d'oiseaux, dont une endémique, deux introduites par l'homme, et 14 rarement présentes. 8 espèces sont menacées.
Le Nicaragua abrite la deuxième plus grande population de grands aras verts (ara de Buffon) après celle de l'Équateur. On retrouve ces oiseaux dans les nombreux parcs nationaux comme la réserve Bosawas.
On trouve, entre autres :
- motmots, dont le guardabarranco (aux plumes vertes et à la queue bleue) ;
- perroquets, dont le chocoyo (perroquet vert, principalement au volcan Masaya) ;
- toucans ;
- colibris (oiseaux mouche) ;
- zopilote (du nahuatl tzopilotl) ;
- pélican ;
- frégate ;
- cormoran ;
- güis (dos et tête noirs, poitrail jaune) ;
- zanate (noir métallique) ;
- pics ;
- urraca (geai huppé à dos bleu, poitrail gris, collier bleu, principalement sur l'île d'Ometepe).

### Félins
- Jaguar (plus grand félin du pays) ;
- puma ;
- jaguarondi (menacé) ;
- margay ;
- ocelot.

### Primates
- Singe hurleur genre des Alouate ;
- atèle (singe araignée) ;
- capucin.

### Poissons
Le Nicaragua compte notamment :
- Hypsophrys nicaraguensis, poisson de la grande famille des Cichlidæ ;
- le requin-bouledogue qui possède une certaine capacité à tolérer l'eau douce du lac Nicaragua.

## Urbanisme

### Urbanisation
Au Nicaragua, les grandes villes sont peu nombreuses, la plupart sont petites et moyennes, constituant un réseau urbain peu dense. C'est que leur développement particulièrement rapide et soutenu est très récent, datant le plus souvent depuis les années 1970. C'est une caractéristique propre au Nicaragua comme aux autres pays de l'Amérique centrale.

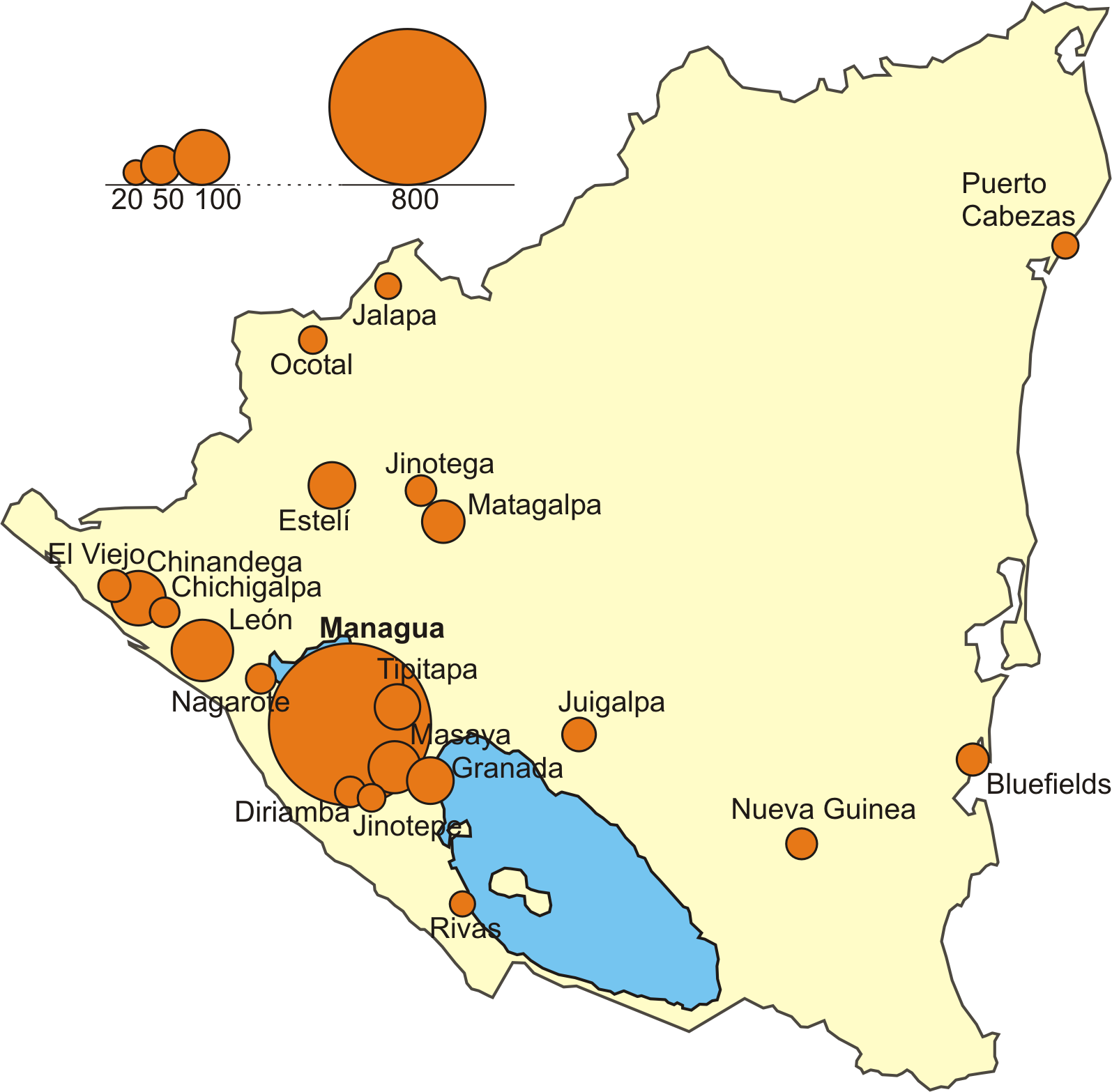
Carte des villes du Nicaragua selon leur population.

Les villes se sont surtout développées autour de la capitale Managua et le long des grandes infrastructures de communication, d'abord ferroviaire à la fin du XIXe siècle (du port de Corinto, sur le Pacifique, jusqu'à Granada en passant par Chinandega, León et Managua), puis routière au XXe siècle, notamment le long de la Route panaméricaine à l'origine de l'essor contemporain des villes de Estelí, Matagalpa, Tipitapa, Diriamba ou encore Jinotepe.
La population urbaine est devenue majoritaire au Nicaragua. Managua et sa région urbaine y contribuent pour la moitié.
Les villes d'importance moyenne mais de faible rayonnement urbain sont également à l'origine de la forte croissance de l'urbanisation du pays.
En 1970, la capitale était la seule ville du Nicaragua à avoir plus de 100 000 habitants. En 2020, le pays en compte presque une dizaine et les dix premières villes du Nicaragua concentrent à cette même date 28 % de la population du pays.

### Managua, la capitale
Managua, la capitale du pays qui s'étend le long des rives méridionales du lac Xolotlán, est la plus importante des villes du Nicaragua.
Son aire métropolitaine urbaine rassemble plus de 1,350 million d'habitants incluant Tipitapa (141 000 habitants intra muros) et Ciudad Sandino (122 000 habitants intra muros), deux grandes villes de banlieue caractérisées par un essor urbain rapide.

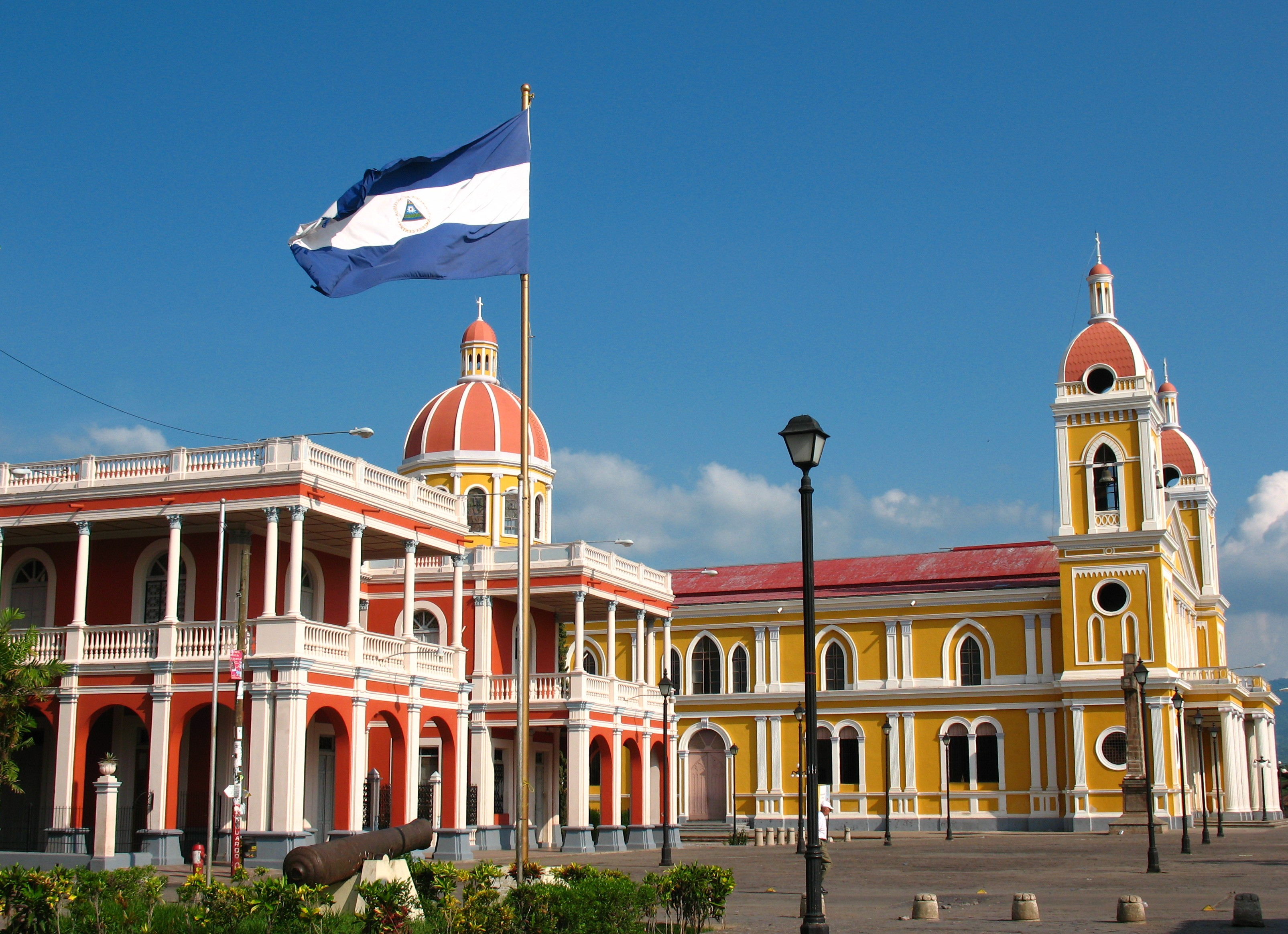
La Place de l'Indépendance au cœur de la ville historique de Granada.

En font partie Masaya (134 500 habitants intra muros) et la belle ville historique de Granada (104 000 habitants intra muros), cette dernière bordant au nord-ouest le grand lac Nicaragua. Ces deux villes très proches l'une de l'autre, à peine une vingtaine de kilomètres les sépare, sont entièrement situées dans la Région métropolitaine de Managua étant bien reliées à la capitale par un réseau moderne de communications terrestres (voies routières dont la route panaméricaine).
Du fait de son rôle de capitale du pays et de sa situation géographique très favorable, Managua concentre l'essentiel des activités économiques et financières du Nicaragua autant que les fonctions intellectuelles (universités et grandes écoles, Université de sciences médicales, Institut national d'agronomie) et culturelles (Bibliothèque nationale, Palais national de la Culture, Cinémathèque nationale). De fait, son rayonnement urbain s'étend bien au-delà de la zone Pacifique et du centre du pays, toute la région caribéenne n'échappe pas à son influence. Elle tend à devenir hypertrophique.
Managua et sa région urbaine (es) contribuent ainsi à la moitié de la population urbaine du pays, au quart de la population totale du pays et pour la moitié de la richesse économique du Nicaragua. Elle est de fait la quatrième grande région urbaine en Amérique centrale après Guatemala, San Salvador et San José.

### Faible densité du réseau de villes
Dans ce réseau urbain peu dense, seule León avec environ 174 000 habitants intra muros (plus de 211 000 habitants dans les limites de sa municipalité) se démarque nettement de toutes les autres villes du Nicaragua. Mais sa relative proximité de la capitale, elle n'est distante que de 80 kilomètres au nord-ouest, ne lui permet pas de jouer un rôle régional de premier plan. Troisième pôle économique du pays après Managua et Chinandega, León exerce cependant un rôle universitaire important lui conférant un plus grand rayonnement aux côtés de la capitale.
Trois autres grandes villes sont très proches par leur taille démographique, elles sont toutes situées dans le quart nord-ouest du pays. Chinandega (114 000 habitants intra muros), Matagalpa (110 000 habitants intra muros) et Estelí (109 000 habitants intra muros) exercent chacune un rôle urbain limité à leur propre département, elles sont cependant des pôles économiques régionaux très importants. Ces deux dernières sont desservies par la route panaméricaine, artère du développement économique dont elles tirent profit.

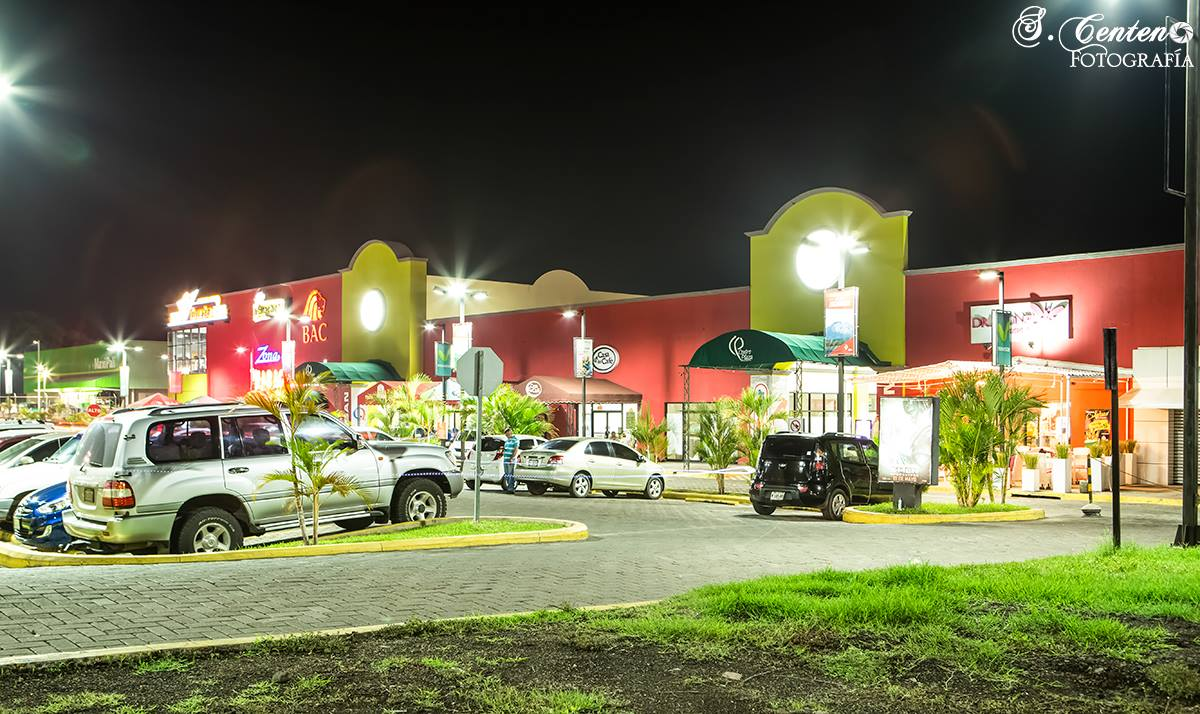
La Plaza Occidente dans le centre de Chinandega.

À l'intérieur des terres, principalement dans le quart nord-ouest du Nicaragua, ou près de la côte du Pacifique, quelques villes moyennes exercent une influence urbaine qui reste cependant limitée à l'intérieur de leur propre département comme Jinotega (55 500 habitants intra muros), Juigalpa (53 100 habitants intra muros), El Viejo (51 700 habitants intra muros) ou encore Ocotal (47 200 habitants intra muros) et Jalapa (40 800 habitants intra muros), ces deux dernières étant proches du Honduras.

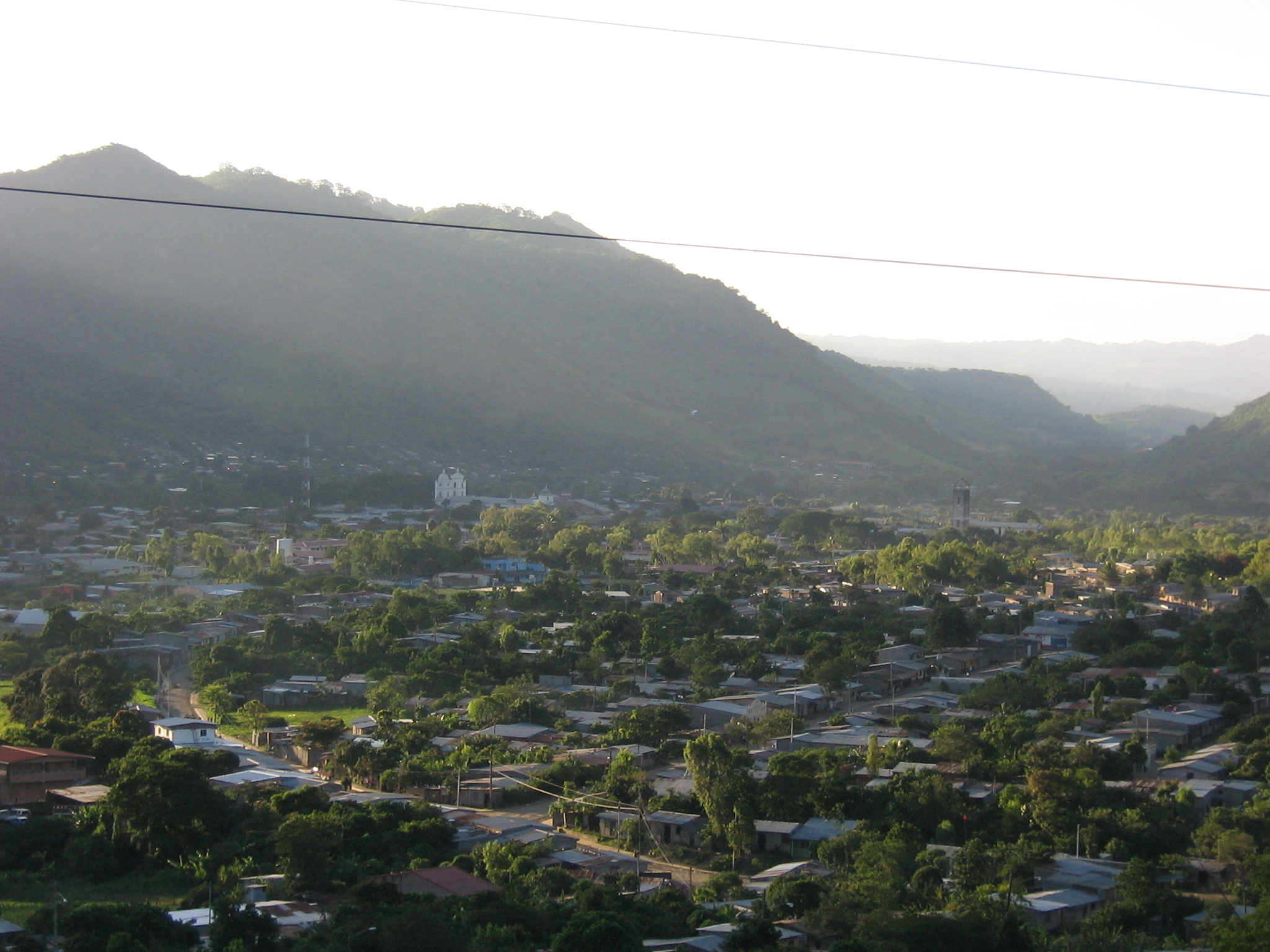
La ville moyenne de Jinotega s'étend dans une large vallée au cœur de la Cordillère Isabelia, au nord du Nicaragua.

Sur la côte caribéenne, seules Puerto Cabezas (80 100 habitants intra muros) et Bluefields (55 100 habitants intra muros) jouent un rôle régional notable, cependant celui-ci est limité en raison de l'absence d'infrastructures de communication modernes.

### Liste
Cette liste comprend les neuf villes du Nicaragua les plus peuplées, soit celles ayant une population de plus de 100 000 habitants. Leur population intra muros est inscrite en italique et celle de leurs municipalités respectives est inscrite entre parenthèses, le tout selon les données de 2020 (chiffres arrondis) :
1. Managua : 1 043 300 (1 055 000) ;
2. León : 174 000 (211 300) ;
3. Tipitapa : 141 000 (151 100) ;
4. Masaya : 134 500 (186 400) ;
5. Ciudad Sandino : 122 000 (123 600) ;
6. Chinandega : 114 000 (136 800) ;
7. Matagalpa : 110 000 (165 700) ;
8. Estelí : 109 000 (129 600) ;
9. Granada : 104 000 (132 000).

## Démographie

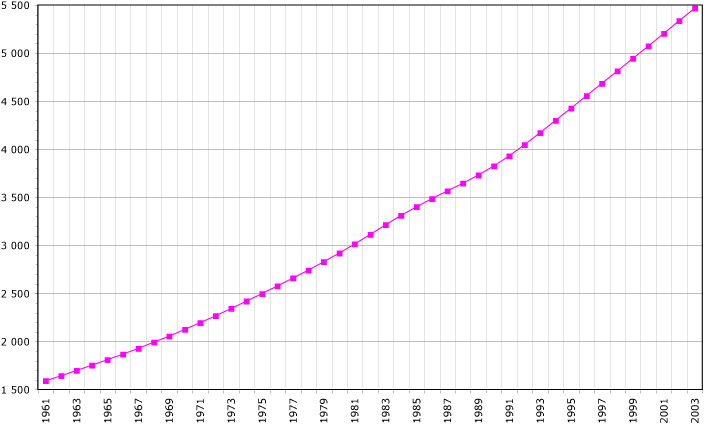
Évolution de la démographie entre 1961 et 2003 (chiffre de la FAO, 2005). Population en milliers d'habitants.

En 2024, le Nicaragua est peuplé d'environ 6 950 000 habitants.
Le pays comptait environ 6 400 000 habitants (janvier 2007), qui se répartissaient comme suit :
- Ethnographie[46] :
  - Métis : 69 % ;
  - Blancs : 17 % (Espagnols, Allemands, Italiens, Français, Britanniques, Suédois et Néerlandais) ;
  - Noirs : 9 % ;
  - Amérindiens : 5 %.
- Religions :
  - catholique : 58,5 % ;
  - protestant : 21,6 % ;
  - autres chrétiens : 2,6 % ;
  - autres religions : 2,0 % ;
  - sans religion ou ne répond pas : 15,7 %.
- Langues :
  - espagnol (officiel) : 95 % ;
  - autres : 5 %.

### Langues
La langue espagnole est parlée dans l'ensemble du pays, mais l'anglais et l'anglais créole sont utilisés sur la côte caribéenne et sur les îles des Corn Islands.

### Religion
Selon le recensement national de 2017, les principales dénominations chrétiennes sont le catholicisme (50 %), le protestantisme (33,2 %), d'autres religions (2,9 %), alors que 13,2 % de la population est sans religion.

## Politique
Le Nicaragua est une république présidentielle. Elle est composée de quatre organes institutionnels :
- le pouvoir exécutif (président élu au suffrage universel) ;
- le pouvoir législatif (Assemblée nationale, monocamérale) ;
- le pouvoir judiciaire (la Cour suprême de justice, formée de 16 juges élus par l'Assemblée nationale pour cinq ans) ;
- le pouvoir électoral (Conseil suprême électoral (CSE), formé de 10 magistrats, dont 7 magistrats propriétaires et 3 magistrats remplaçants, les dix étant élus par l'Assemblée nationale entre des listes proposées par le président et les députés avec plus de 60 % des voix, pour cinq ans ; les magistrats jouissent d'immunité du fait de leur fonction)[48].

Quatre-vingt-douze députés siègent à l'Assemblée nationale. Quatre-vingt-dix sont élus au scrutin proportionnel (les partis obtiennent une quantité de sièges à l'assemblée équivalente au pourcentage que le candidat présidentiel a obtenu aux présidentielles), 1 siège revient à l'ancien président, 1 siège pour le candidat présidentiel qui obtint la deuxième place à l'élection. Le président est élu pour un mandat de cinq ans depuis novembre 1994 (avant l'amendement de novembre 1994, la Constitution de 1987 accordait un mandat de six ans au président).
Son président depuis 2007 est l'ancien révolutionnaire sandiniste, Daniel Ortega, élu au 1er tour de l'élection en novembre 2006 contre Eduardo Montealegre (candidat de l'Alliance libérale). Les États-Unis d'Amérique, qui manifestaient une préférence pour son adversaire, réagissent prudemment à la victoire de l'ancien marxiste. « Les États-Unis (…) travailleront avec leurs dirigeants sur la base de leurs engagements et de leurs agissements en faveur de l'avenir démocratique du Nicaragua », a déclaré le porte-parole du Conseil de sécurité nationale, Gordon Johndroe. Les dirigeants vénézuélien Hugo Chávez et cubain Fidel Castro, se sont, quant à eux, félicités de cette « victoire grandiose ».
Le gouvernement nicaraguayen reconnaît (au même titre que le Venezuela et Nauru) diplomatiquement des républiques autoproclamées sécessionnistes de l'ancienne URSS, séparées des États dont elles font partie de jure et soutenues par la Russie de facto, comme l'Abkhazie ou l'Ossétie du Sud-Alanie.

### Liberté de la presse
En 2007, Daniel Ortega est réélu président du Nicaragua ; il s’agit de son deuxième mandat. En 2017, il débute un quatrième mandat, cette fois-ci accompagné de son épouse, Rosario Murillo, comme vice-présidente. Depuis sa prise en charge du pouvoir, le pays est devenu un des endroits les plus dangereux en Amérique latine pour les journalistes. Bien que les lois constitutionnelles du pays protègent la liberté d’expression et d’opinion, plusieurs limitations sont imposées aux médias.

#### Les médias nicaraguayens
Le système médiatique au Nicaragua est principalement constitué de la presse écrite, la télévision et de la radio. En effet, les presses écrites dominantes depuis les dernières décennies sont La Prensa, Barricada et El Nuevo Diario. Cependant, la presse et les médias ne sont pas indépendants et sont contrôlés par le gouvernement. Ces attaques aux médias de communication peuvent se voir par l’interdiction de publication du Confidencial, un média indépendant, en 2008 et en 2018 contre tous les autres médias comme ceux-ci. De ce fait, le système médiatique sain et démocratique sont des aspects éliminés. Pour expliquer cette problématique, nous devons revenir soixante ans en arrière. Le front sandiniste de libération nationale (FSLN), fondé en 1961 en tant que parti politique, il était mené par un groupe de révolutionnaires qui avait pour but de renverser le pouvoir dictatorial d'Anastasio Somoza. Ce dernier était une figure politique importante, dont la famille exerçait une grande influence dans les politiques du pays centre américain. Son régime était connu par ses règles autoritaires, marqué par une répression accrue de toute opposition politique. En 1979, le régime somoziste était vaincu et les sandinistes mettent en place un gouvernement socialiste avec des réformes économiques et sociales. À la suite de plusieurs oppositions subies dans les années 1980, ce mouvement politique perd son pouvoir face à d’autres candidats durant les années 1990. Ce mouvement libéral a pour but de continuer la révolution que Augusto César Sandino avait commencé afin d’opposer les États-Unis d’occuper le pays au début du 20e siècle. À son entrée à la présidence, Daniel Ortega se montre comme une figure politique qui incarne ce front de libération, mais il démontre des valeurs autoritaires observées dans la dynastie des Somoza. Dès l’arrivée de cette présidence, un environnement d’oppression et de censure cause une diminution de la liberté d’expression.

#### Les manifestations
Au cours de la décennie 2010, plusieurs manifestations ont émergé en réaction à l'autorité en place. Ces mobilisations, qui réclament des changements aux institutions gouvernementales, avaient lieu à Managua et dans d’autres régions du pays. Ces protestations ont eu lieu pour des motifs variés, allant de la revendication concernant les pensions de retraite, à l’opposition à la construction du canal interocéanique et jusqu’aux mobilisations des jeunes en 2018 à Managua, qui ont inspiré d’autres groupes à se mobiliser. Une des révoltes populaires, débutée en 2013, s'oppose à la réduction des pensions de retraite. Plus tard dans la même année, les paysans protestaient contre la construction du canal interocéanique pour un consortium chinois, qui aurait des impacts environnementaux et affecterait ainsi les droits des indigènes. Ceci s'est étendu pour une durée de 2 ans, donc jusqu’en 2015. Quelques années plus tard, la mobilisation forte des jeunes en 2018, qui était surtout composée d’universitaires, s’opposait à la volonté de la vice-présidente de vouloir « instaurer un contrôle sur les réseaux sociaux » (Bataillon, G., 2018, p. 10). Ces jeunes revendiquaient en réponse aux feux de forêt de la réserve biologique Indio Maiz, dont la couverture de cette nouvelle a été minimisée et dont la proposition d’aide du Costa Rica a été refusée par le gouvernement. L'accès au site a été refusé aux journalistes et aux groupes environnementaux indépendants. Cette mobilisation menée par la jeunesse nicaraguayenne, au début de 2018, a encouragé le reste de la population à protester à travers le pays. Ainsi, plusieurs entités et groupes, tels que des entreprises, les églises, les mouvements féministes et même les paysans demandaient tous la démission d'Ortega-Murillo du pouvoir, de l'instauration du suffrage électoral et s'opposaient à la réforme de la sécurité sociale, et cela pendant trois mois (avril à juin). Bien que les soulèvements populaires aient été pacifiques, la réponse du gouvernement a été violente. Effectivement, sur ordre de la vice-présidente, la police et les groupes paramilitaires attaquent les manifestants et les journalistes, dès les premières insurrections en 2018. Ces mobilisations citoyennes dénonçant la corruption et l'abus de pouvoir du gouvernement ont été réprimées brutalement les forces de l'ordre en utilisant des armes de guerre comme des AK47. Ces actes de violence d'État ont occasionné la mort de près de trois cents personnes et plus de deux mille blessés, dans l’espace de trois mois.

#### Arbitraire gouvernemental contre les médias
Tout au long des manifestations, la presse et les journalistes sont muselés : le gouvernement procède à des arrestations arbitraires, des confiscations ou destructions d'équipements. Un exemple est celui d'Angel Gahona, journaliste qui, au moment de filmer en direct sur Facebook une des manifestations du 21 avril 2018, a été blessé par balle par les autorités et a succombé à ses blessures. Miguel Mendoza, un journaliste qui a critiqué le gouvernement sur les réseaux sociaux, est condamné à neuf ans de prison sous l'empire de la loi de cybercrime nicaraguayenne qui vise à « diminuer les fake news». L'arbitraire s'illustre encore avec la fermeture des journaux El Nuevo Diario en 2019 et La Prensa. Ce dernier, un des principaux journaux indépendants du pays, existant depuis 1926, est forcé de fermer ses portes en 2021, à cause du papier retenu d'autorité par la douane du gouvernement Ortega. Le directeur de ce journal, Juan Lorenzo Holmann Chamorro, est emprisonné arbitrairement par les autorités. Depuis, La Prensa continue d'opérer sous forme de site web, auquel le gouvernement ne peut avoir accès et dont les employés travaillent hors du pays.

## Économie

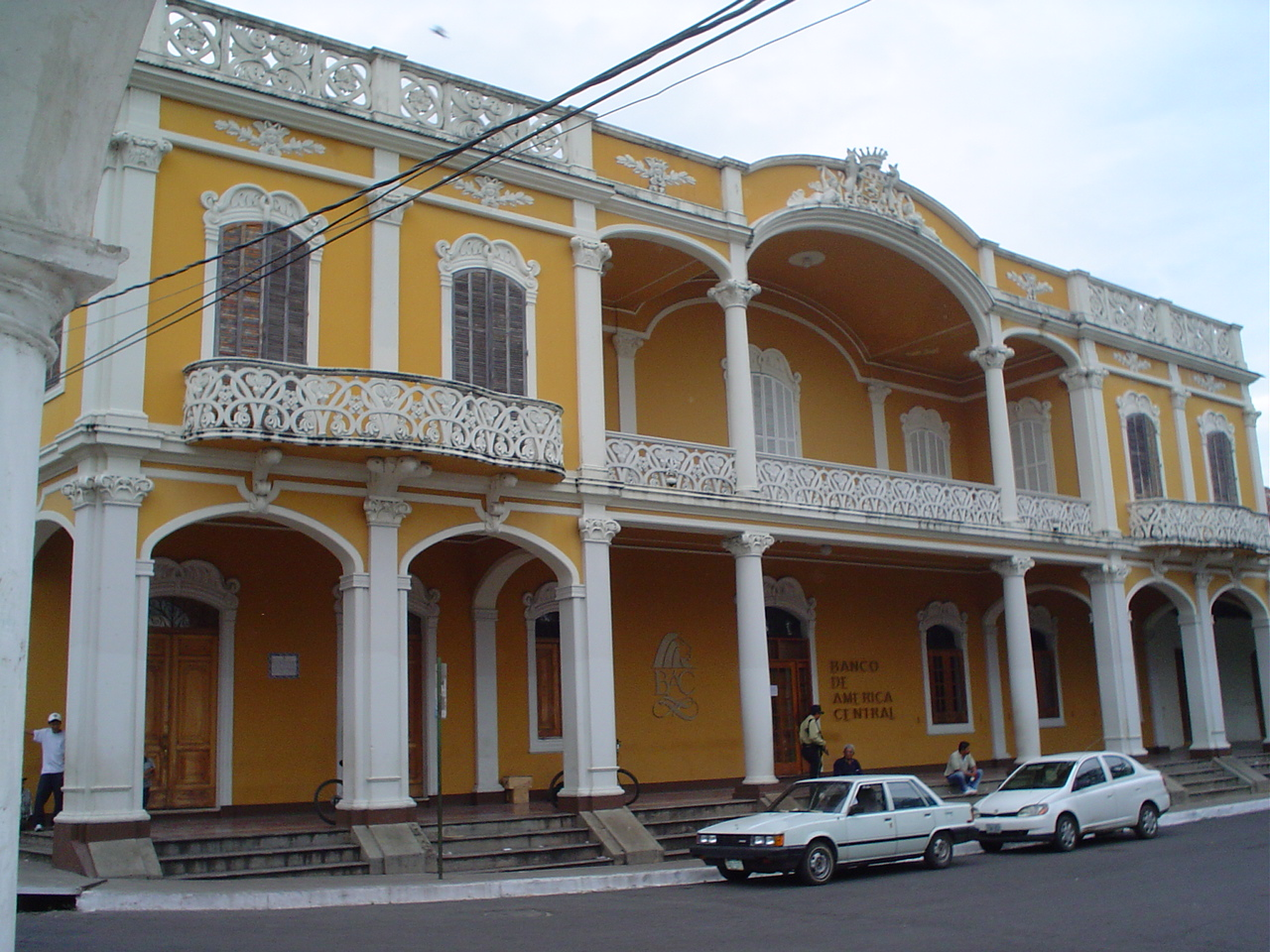
Immeuble de Granada.

Parmi les ressources naturelles du pays, on trouve l'or, l'argent, le cuivre, le tungstène, le plomb, le zinc. L'agriculture (principalement celle du maïs, du sorgho et du haricot) ainsi que la pêche représentent aussi d'importantes activités. Environ 32 % de la production nationale est exportée vers les États-Unis et 14 % au Salvador (2007). Au cours des six premières années de la décennie des années 2010, le Nicaragua a confirmé sa place parmi les quinze plus grands producteurs mondiaux de café, grâce à une récolte caféicole en hausse d'environ 10 %, ce qui en fait le deuxième cultivateur d'Amérique centrale derrière le Honduras.
L'embargo imposé par les États-Unis est levé en 1990, à la suite de la chute du gouvernement sandiniste. Un accord de libre-échange avec les États-Unis est adopté en 2005.
Le Nicaragua est un des trois pays américains à avoir bénéficié de l'« initiative pays pauvres très endettés » mise sur pied en 1996 par le Fonds monétaire international. Ainsi, l'Union européenne, la Banque mondiale, le Canada et le Danemark ont donné près de 2,36 millions d'euros sur deux ans (2005-2006) afin d'aider le programme d'éducation du ministère de l'Éducation. L'endettement du Nicaragua trouve pour cause la guerre civile des années 1980, où les États-Unis avaient imposé un embargo qui empêchait les produits de sortir et de rentrer au pays, mais aussi L'ouragan Mitch en 1998 et la sécheresse de 2001. Le Nicaragua a le plus faible PIB par habitant en Amérique centrale ($ 1904 en 2014). En dépit des indicateurs économiques qui ont augmenté depuis 2010, encore instable.
Certains analystes considèrent que la situation économique du Nicaragua s'est fortement améliorée depuis l'élection de Daniel Ortega à la présidence, en 2006. Le pays a affiché ces dernières années un taux de croissance du PIB de plus de 5 % en moyenne, et la dette externe est passée de 66 % du PIB en 2006 à 40 % en 2015. Les nombreux programmes sociaux développés (« plan Techo », « Hambre Cero », « Usura Cero », etc.) ont permis de réduire le taux de pauvreté de 42,5 % en 2009 à 30 % en 2014.

Évolution du PIB par habitant au Nicaragua

En approuvant le 14 juin 2013 la proposition chinoise de construction d'un canal visant à relier l'océan Atlantique à l'océan Pacifique, émise par le consortium chinois HKDN Nicaragua Canal Development, l'Assemblée nationale du Nicaragua donne le coup d'envoi du projet de canal du Nicaragua. Projet qui semble être compromis, puisque stoppé en 2018 pour manque de fiabilité du projet et par le manque de financement de la part de la Chine qui souhaiterait investir dans d'autres pays d'Amérique latine.
En 2002, des travailleurs du secteur informel créent l’Association des travailleurs des feux de circulation. Vendeurs ambulants, cireurs de chaussures, ramasseurs d’ordures, ferrailleurs et chiffonniers, travailleurs à domicile et autres « indépendants » sont alors exposés à la répression policière, ne bénéficient d'aucune protection sociale et vivent généralement dans une grande pauvreté. Leur militantisme semble obtenir des résultats puisqu'en 2009, un décret présidentiel interdit l’expulsion des travailleurs indépendants des espaces publics. S’y ajoute une stratégie ayant trait à la protection sociale (accès gratuit aux services de soins), à l’éducation (programmes d’alphabétisation), à la formation professionnelle (diplômes de gestion d’entreprises) et à l’accès au financement (micro-crédits productifs sans intérêts). Les membres du syndicat seraient désormais, en 2019, 85 000.
Le Nicaragua est en 2016 le pays le plus égalitaire d'Amérique latine, selon le Forum économique mondial, dans la répartition des revenus entre hommes et femmes (devant la Bolivie et Cuba).
En 2024, le Nicaragua est classé en 124e position pour l'indice mondial de l'innovation.

## Éducation
Le Nicaragua s'est particulièrement distingué au début des années 1980 en lançant une campagne d'alphabétisation massive. Le taux d'analphabétisme a ainsi chuté de 53 % à 13 % selon l'UNESCO.

## Culture et patrimoine

### Folklore
- El Güegüense : comédie-ballet folklorique.
- La Purísima, qui se fête le 8 décembre, fête de l'Immaculée Conception, est une fête religieuse en honneur de la Vierge Marie. C'est la fête la plus importante de l'année avec Noël.
- Les nacatamales (un repas complet à base de porc ou de poulet, de légumes, de pâte de maïs et de riz, cuits à l'étouffée dans une feuille de bananier) sont un plat national très apprécié qui se mange en fin de semaine ou lors de fêtes importantes. On peut aussi le préparer sans viande[64].
- Le gallo pinto est le plat le plus populaire, car peu coûteux et assez consistant. On le prépare avec du riz et des haricots rouges, les deux denrées les plus communes.
- Le Nicaragua contient également encore une minorité de population autochtone telle que les Miskitos, vivant reculés dans les montagnes et sur la côte caribéenne, qui possèdent une culture propre [65].
- Un des sports proposés aux touristes est la descente de volcan en luge. Il faut au préalable se munir d'une combinaison puisque la cendre n'est pas bonne pour la santé[66].

### Musique
La musique du Nicaragua est un mélange de l’influence indigène et européenne, particulièrement espagnole. Parmi les instruments musicaux on retrouve le marimba ainsi que d’autres instruments communs en Amérique centrale, cependant, le marimba du Nicaragua se distingue par la manière d’en jouer[réf. nécessaire]. Il est habituellement accompagné par le violon, la guitare et la guitarrilla (une petite guitare ressemblant à la mandoline). Jouée[Quoi ?] lors d'évènements sociaux, elle est utilisée comme musique de fond.
La côte caribéenne du Nicaragua est réputée pour sa danse animée et sensuelle nommée Palo de Mayo, populaire à travers le pays. Elle est particulièrement sonore et célébrée durant le festival de Palo de Mayo en mai. Plusieurs éléments de folklore liés à cette célébration ont été réintroduits à partir de 1966 par la professeure de danse Miss Lizzie Nelson. Un autre type de musique populaire appelée Punta provient de la communauté des Garifunas.
Carlos Mejía Godoy et Camilo Zapata (es) sont les deux figures les plus représentatives du son nicaraguayen, musique populaire majeure.

### Littérature

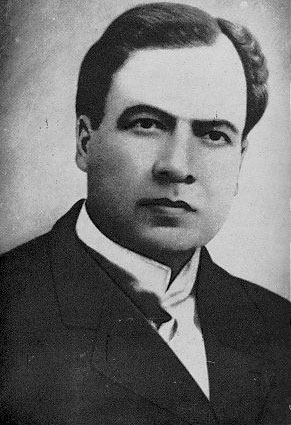
Rubén Darío, le fondateur du mouvement littéraire modernismo en Amérique latine.

L'origine de la littérature nicaraguayenne peut être attribuée à l'époque précolombienne. Les mythes et la littérature orale formaient la vision cosmogénique du monde des peuples autochtones. Certaines de ces histoires sont encore connues au Nicaragua. Comme dans beaucoup de pays d'Amérique latine, les conquérants espagnols ont eu le plus d'effet sur la culture et la littérature. La littérature du Nicaragua a toujours été une source importante de la poésie dans le monde hispanophone, avec des collaborateurs de renommée internationale tels que Rubén Darío qui est considéré comme la figure littéraire la plus importante au Nicaragua. Il est appelé le « père du modernisme » pour avoir dirigé le mouvement littéraire modernismo à la fin du XIXe siècle. D'autres figures littéraires comprennent Carlos Martinez Rivas, Pablo Antonio Cuadra, Alberto Cuadra Mejia, Manolo Cuadra, Pablo Alberto Cuadra Arguello, Orlando Cuadra Downing, Alfredo Alegría Rosales, Sergio Ramirez Mercado, Ernesto Cardenal, Gioconda Belli, Claribel Alegría et José Coronel Urtecho, entre autres. Le drame satirique El Güegüense était la première œuvre littéraire du Nicaragua post-colombien. Écrit dans les deux aztèque, en nahuatl et en espagnol, il est considéré comme l'une des expressions de l'époque coloniale les plus distinctives de l'Amérique latine et comme le chef-d'œuvre de folklore signature du Nicaragua, un travail de résistance au colonialisme espagnol qui combine la musique, la danse et le théâtre. La pièce de théâtre a été écrite par un auteur anonyme au XVIe siècle, ce qui en fait une des plus anciennes œuvres de théâtre/danse indigènes de l'hémisphère occidental. En 2005, il a été reconnu par l'UNESCO comme « un patrimoine de l'humanité ». Après des siècles de performances populaires, la pièce a été publiée pour la première fois dans un livre en 1942.

## Ordres et décorations

### Ordres nationaux
- Ordre de Rubén Darío (1951), en mémoire de l'écrivain du même nom (1867-1916) ;
- Ordre de Miguel Larreynaga (1968) en mémoire du philosophe du même nom (1772-1847);
- Ordre de José de Marcoleta (1986), en mémoire du diplomate du même nom (1802-1881).

### Autres décorations et médailles
- Médaille du Mérite du Nicaragua ;
- Croix de la Valeur.